# Viharfecskefélék
A viharfecskefélék (Hydrobatidae) a madarak (Aves) osztályába és a viharmadár-alakúak (Procellariiformes) rendjébe tartozó család.
Ebbe a madárcsaládba 8 madárnem és 25 faj tartozik.

## Előfordulásuk
Szinte a világ minden tengerén megtalálhatóak, kivéve a Jeges-tengert ahol nem élnek. A Déli-óceánon találtak a legtöbb fajt a családból.

## Megjelenésük
Testhosszuk 13–26 centiméter, szárnyfesztávolságuk 32–56 centiméter. Jellemzi őket a viszonylag nagy fej, a magas homlok és a vékony csőr. Repülésük néha a denevérekre hasonlít. Tolluk legfőbb színe a fekete és a fehér különböző szürke és barna árnyalatokkal.

## Életmódjuk
Táplálékuk rákokból és kis halakból áll. Repülés közben nagy lábukkal újra és újra érintik a vizet. Eközben néha ragadozók figyelik őket és ezért is lehet látni némely egyedeknél, hogy láb sérülésük van vagy hiányzik az egyik lábuk. Annak érdekében, hogy könnyebben szerezzenek prédát, néha követik a delfineket vagy halra vadászó ragadozókat. Lehet látni őket hajóknál is, mert megeszik a tengerbe kidobott hulladékot.

## Szaporodásuk
A családba tartozó fajoknak évente egy fészekaljuk van. Fészküket sziklás partokra és szigeti barlangokba készítik. A párok egymás után ugyanarra a helyre csinálják fészküket. Fészekaljuk egy tojásból áll, melyet 38–50 napig költenek. A tojást nem állandóan melegítik, de ez megállítja az embrió fejlődését, így ha nagyon kihűl a tojás elvesztik. Miután a fiókák elhagyják szüleiket, 2–4 évig a tengeren élnek, míg a száraz földre visszatérnek és párt választanak.

## Ellenségeik
Ellenségeik közé tartoznak a halfarkasfélék, a sólyomalakúak és a bagolyalakúak. Mivel nagyon lent repülnek a víz felett, a vízi ragadozóknak könnyű prédát jelentenek.

## Rendszertani besorolásuk
Ebben a családban, hagyományosan két alcsaládot tartanak számon. Az Oceanitinae alcsalád fajai általában a déli félgömb tengerein élnek, bár a Wilson-viharfecske (Oceanites oceanicus) gyakran az északi félgömbre is átvándorol. Ebben az alcsaládban 5 madárnem és 9 viharfecskefaj van. A család másik alcsaládja, a Hydrobatinae, melybe, csak három madárnem, de 16 faj tartozik. Többségük kizárólag az északi félgömbön lelhető fel, de néhányuk az Egyenlítőtől kicsit délebbre is ellátogat.
A citokróm-b-n alapuló DNS-vizsgálatok arra utalnak, hogy a viharfecskefélék családja tulajdonképpen egy parafiletikus csoport, azaz csoport tagjai visszavezethetők egy közös ősre, viszont a csoport maga nem tartalmazza annak a bizonyos legközelebbi közös ősnek az összes leszármazottját. Vagyis rendszertani szempontból helyesebb lenne e család két alcsaládját külön-külön családokként kezelni. Ugyanez a kutatás rámutatott arra is, miszerint a viharmadár-alakúak rendjén belül a viharfecskefélék egy alapi csoportot alkotnak. Hamarább az Oceanitinae nevű alcsaládot választották le a rendről, később pedig a Hydrobatinae alcsaládot is. Csak kevés fosszilis maradvány került elő ebből a madárcsaládból; a legősibb alakok a miocén kor vége felé jelentek meg.

## Rendszerezés

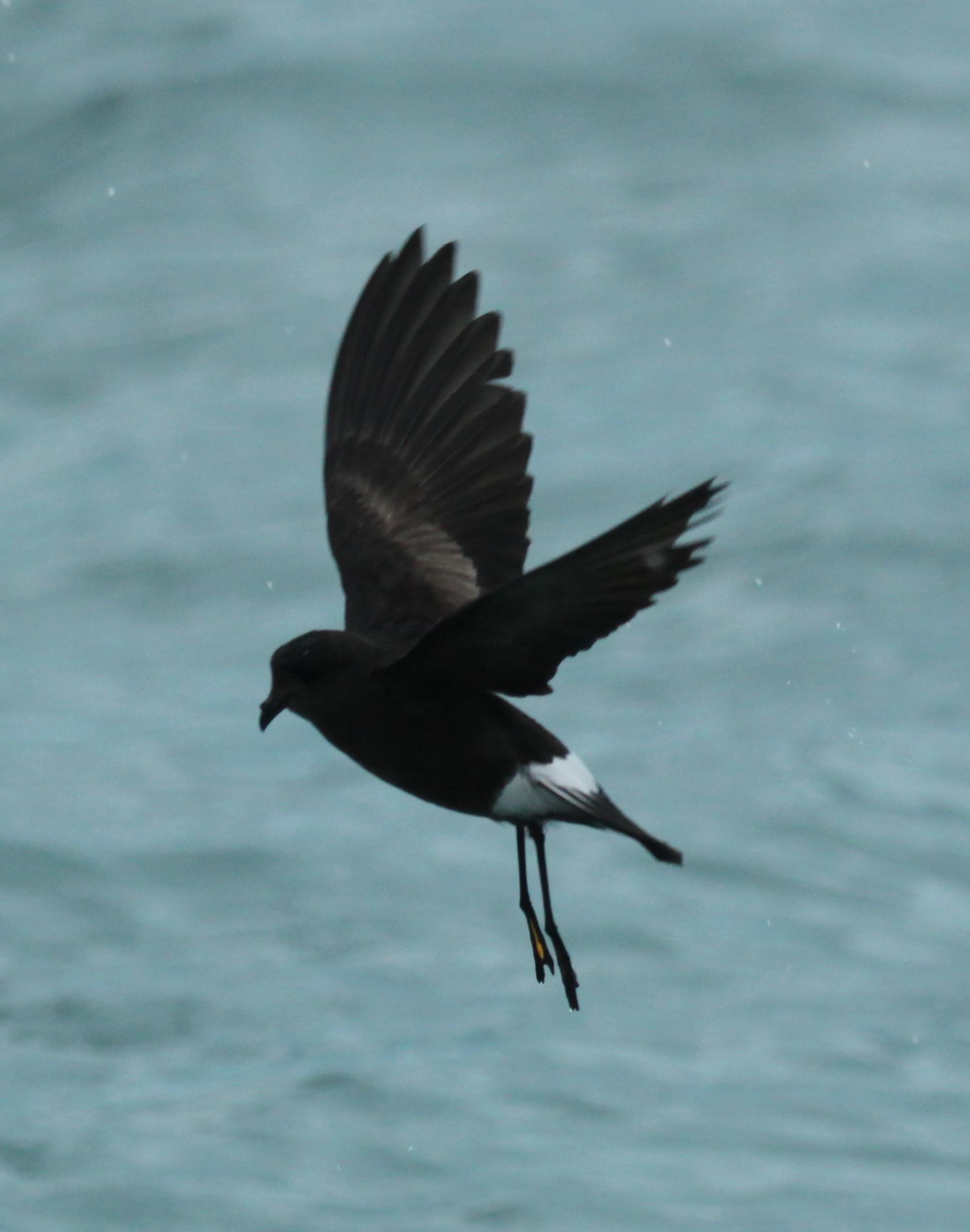
Wilson-viharfecske (Oceanites oceanicus)

A családba az alábbi 2 alcsalád és 8 madárnem tartozik:
- Hydrobatinae 3 madárnem és 16 faj
  - Halocyptena Coues, 1864 - 1 faj; korábban Oceanodroma-fajként tartották számon
  - Hydrobates F. Boie, 1822 – 1 faj
  - Oceanodroma Reichenbach, 1853 – 14 faj

- Oceanitinae 5 madárnem és 9 faj
  - Fregetta Bonaparte, 1855 – 3 faj
  - Garrodia Forbes, 1881 – 1 faj
  - Nesofregetta Mathews, 1912 – 1 faj
  - Oceanites Keyserling & Blasius, 1840 – 3 faj[3]
  - Pelagodroma Reichenbach, 1853 – 1 faj

## Fordítás
- Ez a szócikk részben vagy egészben  a   Sturmschwalben című német Wikipédia-szócikk fordításán alapul.  Az eredeti cikk szerkesztőit annak laptörténete sorolja fel. Ez a jelzés csupán a megfogalmazás eredetét és a szerzői jogokat jelzi, nem szolgál a cikkben szereplő információk forrásmegjelöléseként.
- Ez a szócikk részben vagy egészben  a   Storm petrel című angol Wikipédia-szócikk ezen változatának fordításán alapul.  Az eredeti cikk szerkesztőit annak laptörténete sorolja fel. Ez a jelzés csupán a megfogalmazás eredetét és a szerzői jogokat jelzi, nem szolgál a cikkben szereplő információk forrásmegjelöléseként.